# Братешти (Јаши)
Братешти (рум. Brătești) насеље је у Румунији у округу Јаши у општини Столничени-Пражеску. Oпштина се налази на надморској висини од 341 m.

## Становништво
Према подацима из 2002. године у насељу је живело 1882 становника.

### Попис2002.
| Расподела становништва по националности 2002.‍ | Расподела становништва по националности 2002.‍ | Расподела становништва по националности 2002.‍ | Расподела становништва по националности 2002.‍ | Расподела становништва по националности 2002.‍ |
| --------------------------------------------- | --------------------------------------------- | --------------------------------------------- | --------------------------------------------- | --------------------------------------------- |
|                                               |                                               |                                               |                                               |                                               |
| Румуни                                        | Румуни                                        |                                               | 828                                           | 44,0%                                         |
| Роми                                          | Роми                                          |                                               | 18                                            | 1,0%                                          |
| Руси                                          | Руси                                          |                                               | 1.036                                         | 55,0%                                         |